# 바이올린 협주곡 (슈트라우스)
《바이올린 협주곡 라단조 작품번호 8》는 리하르트 슈트라우스가 작곡한 바이올린 협주곡이다.

## 개요
슈트라우스는 바이올린 협주곡을 1곡만 완성했다. 이것은 슈트라우스의 젊은 시절의 작품이다. 그러나 사실 슈트라우스는 만년에 또 하나의 바이올린 협주곡을 쓰려고 생각하고 있었다. 하지만 이것은 스케치만으로 그치고 말았다. 슈트라우스는 바이올린을 상당히 잘 연주했다. 슈트라우스의 부친 프란츠 슈트라우스는 뮌헨의 궁정 관현단의 뚸어난 수석 호른 연주자였고, 사촌인 벤노 발터(Benno Walter)는 이 악단의 콘서트마스터를 맡고 있었다. 슈트라우스는 10세에 뮌헨의 김나지움에 입학했다. 학업을 공부하기보다 작곡 쪽에 흥미가 있었지만, 그래도 18세에 그 곳을 무시히 졸업할 수 있었다. 그리고 1882년 가을부터 뮌헨대학에서 철학, 미학, 문화사 등의 강의를 청강하기 시작했는데, 물론 그것과 병행해서 작곡도 계속했다.
바이올린 협주곡은 김나지움 시절인 17세 때 스케치했다. 1악장의 사본은 현존하는데, 이것은 모친에거 받은 오선지에 수학 수업의 필기와 같이 적혀 있다. 그리고 이들 스케치를 근거로 1882년 가을에 바이올린 협주곡을 완성했다. 초연은 먼저 바이올린과 피아노의 형태(슈트라우스의 자신의 편곡)로 1882년 12월 5일에 빈의 베젠도르퍼의 작은 홀에서 연주되었다, 그때 바이올린은 벤노 발터, 피아노는 슈트라우스가 연주했다. 슈트라우스는 발터와 함께 주로 피아니스트로서 처음으로 빈의 연주여행에 나선 것이다. 그리고 이 바이올린 협주곡은 품위 있는 거장성(巨匠性)으로 많은 청중을 매료시켰다. 다만 슈트라우스 자신은 콘서트 피아니스트로서 경험을 쌓지 못했기 때문에 자신의 피아노에 만족하지 목했다고 말하고 있다. 그러나 슈트라우스는 뮌헨의 가족에게 다음과 같이 이야기하고 있다. ‘어제 연주회는 잘 했습니다. 우대권 덕분에 홀은 아주 만원이었습니다. 니 바이올린 연주곡은 많은 호평을 받아서, 처음의 바장조의 트릴 후 박수, 각 악장 후 박수, 마지막에는 두 사람이 인사를 하는 상태가 됐습니다. (중략) 나의 반주는 그리 서두르지는 않았습니다.’
초연된 바이올린 협주곡에 보내진 비평 가운데 특히 가운데 특히 주목할 만한 것은 빈의 비평계의 대가로 브람스를 지지하고 보수파의 중심인물인 에두아르트 한슬리크에 의한 다음과 같은 말이다. ‘보통이 아닌 재능이다. 그 젋은 작곡가는 이 곡으로 아주 성공리에 데뷔했다. 사라사테가 돌 교수의 호의적인 추천으로 이 바이올린 협주곡을 받아들이고 싶다는 뉴스가 사실이라면 슈트라우스의 이름을 곧 널리 알려질게 될것이다.’ (나중에 슈트라우스 (와 말러)가 바그너편에 서자 한슬리크는 신랄하게 공격했다.)
사라사테는 물론 당시의 명바이올리니스트이자 작곡가였는데 이 협주곡을 자신의 레퍼토리에 추가하려고 하지 않았다. 아마 이 곡이 너무 독일권적이었기 때문인지도 모른다. 또한 안톤 돌(Anton Door, 1833~1919)은 유명한 피아니스트로 그 당시 빈 음악원의 교수였다. 발터는 다음 해인 1883년 2월 8일에 뭔헨의 박물관 홀에소 리사이틀을 열였고, 그때 슈트라우스와 손을 잡고 이 곡을 처음으로 알렸다. 이 곡의 관현악을 사용한 협주곡의 형태로서의 초연은 1896년 2월 17일에 라히프치히에서의 악단에 의해 연주되었다. 바이올린을 담당한 것은 알프레드 크라셀트(Alfred Krasselt, 1872~1908)였다. 총보와 파트보, 그리고 바이올린과 피아노용 악보는 1883년 5월에 뭔헨의 요제프 아이플에서 출판되었다. 이 회사는 1904년에 빈의 우니베르잘 출판사에 흡수되었기 때문에 요제프 아이플에서의 악보 출판물(특히 슈트라우스의 초기의 것과 레거의 작품)은 그 이후에는 우니페르잘 출판사에서 출판되고 있다. 슈트라우스의 이 굑의 자필악보도 여기에 있다. 곡은 ‘앙립 바이에른의 콘서트마스터인 벤노 발터씨에게’ 헌정되었다.
이 바이올린 협주곡은 고전파의 협주곡의 전통에 따라 3악장제를 취하고 있다. 작곡 당시에 슈트라우스는 음악적으로 보수적인 부친(프란츠 슈트라우스)의 영향에서 빠져나오지 못하고 있었다. 그리고 1악장과 2악장을 단조로 하고, 3악장을 장조로 했다. 그런 것과 어느 정도 관계가 있는지 빈에서의 초연 때에는 피상적이고 감섬적인 선율이 너무 많다고 비난한 사람도 있었다. 분명히 거기에는 감상적인 낭만성이 있지만, 또한 정돈된 형식감으로의 지향도 있다. 그리고 선율의 진행과 악장의 구성법에는 멘델스존과 슈만에게서 받은 영향을 볼 수 있다. 예를 1악장의 제2주제의 진행형(바장조로 마-라-시-도)은 낭만파의 많은 작곡가들이 좋아했으며, 슈트라우스의 작품에서도 가끔 쓰이고 있는 것으로 (〈죽음과 변용〉과 〈틸 오일렌슈피겔의 유쾌한 장난〉 등) 생에의 동경, 생의 기쁨, 낭만적인 동경을 표현한다. 또한 그 앞의 경과부의 선율 서두의 8도의 상행, 2악장의 독주 바이올린에 의한 주제의 최초의 6도의 상행도 동경감을 강화하는 것으로서 멘델스존과 슈만 등이 종아했다. 또 3악장의 제1부 주제의 접속 진행에 의한 하행도 사랑을 나타내는 것으로서 낭만파의 가곡과 오페라 등에서 좋은 예를 볼 수 있다. 이같이 20세가 되기 전의 슈트라우스의 낭만적인 정감이 이 곡에 단겨 있는데, 그와 동시에 이 곡은 제기 넘치는 청년의 의욕도 느낄 수 있다.
훗날 이 바이올린 협주곡은 영원히 사장될 뻔했다. 슈트라우스 자신이 초기에 썼던 작품들에 대해 애정이 없었기 때문이다. 심지어 슈트라우스는 자기가 10대 시절에 썼던 작품들에 대해 ‘내가 봐도 좀 오버한 것 같다’라고 언급한 적이 있다. 자기의 바이올린 협주곡에 대해서도 철처히 혹평했는데 ‘브람스의 대작이 나온 이후, 어떤 이도 이런 작품은 쓰면 안된다’라고 했다.

## 악기편성
독주 바이올린, 플루트2, 오보에2, 클라리넷2, 바순2, 호른4, 트럼펫2, 팀파니, 현5부

## 연주시간
- 약 30분 (슈트라우스의 협주작품(협주곡) 中 돈키호테와 함께 연주시간이 최장인 작품이다.)

## 구성

### 제1악장
알레그로 라단조 4/4박자. 소나타 형식. 아주 규모가 큰 악장으로 비극성을 간직한 관현악의 제1주제로 시작된다. 이 주제는 중기 낭만파적이지만, 이 리듬과 진행형은 슈트라우스가 나중에도 좋아한 것으로, 예를 들면 〈알프스 교향곡〉의 서두에서도 나타난다. 제2주제는 바장조로 독주 바이올린에 의해 연주되기 시작하고, 거기에 선행하는 경과부의 밝고 서정적인 선율도 역시 독주 바이올린으로 나타난다. 발전부는 비교적 짧고, 끝에는 카덴차를 둔다. 그 후에는 제시부를 변화한 형태의 재현부가 오지만 제2주제는 라장조이다.

### 제2악장
렌토 마 논 트로포 사단조 3/8박자. 3부 형식. 이 악장의 메트로놈 표시에는 점4분음표가 69라는 것(피아노 악보)과 8분음표가 69라는 것(총보)이 있다. 어느 쪽으로 연주해도 맛이 있지만, 렌토 마 논 트로포라는 지정으로 하면, 점4분음표쪽은 적절하지 않다. 다만 8분음표가 69면 안단티노에 가깝다. 아소우에 의한 작품 목록에는 점4분음표가 96으로 되어 있지만, 이것은 69의 오식(誤植)인 듯하다. 어쨌든 바이올린의 노래하는 악기로서의 특성을 충분히 살린 악장이고, 온화함과 달콤함과 청년다운 낭만성을 갖는다. 서두의 주제도 그러하다. 중간부는 내림마장조를 주체로 한다.

### 제3악장
론도 프레스티시모 라장조 2/4박자. 현의 피치카토에 의한 단순하고 화음적인 반주에 실려 독주 바이올린이 셋잇단음에 의한 스트카토의 경쾌한 주요주제를 연주하기 시작한다. 제1부주제는 이것과는 대조적인 바이올린을 잘 노래한 선율이다. 또한 제2부주제 부분에서는 1악장의 제1주제의 동기가 관현악으로 나타나다. 이 악장에서의 독주 바이올린은 이제까지의 악장 이상으로 거장성을 요구하고 있다.

## 참고 문헌
- 《작곡가별 명곡해설 라이브러리》 22권 '슈트라우스' 〈음악지우사〉 (音樂世界)